# Diecezja Nantes
Diecezja Nantes (łac. Dioecesis Nannetensis; fr. Diocèse de Nantes) – jedna z 75 diecezji obrządku łacińskiego w Kościele katolickim we Francji w regionie Kraj Loary ze stolicą w Nantes. Ustanowiona diecezją w IV wieku bullą papieską przez Anastazego. Biskupstwo jest sufraganią metropolii Rennes.

## Biskupi

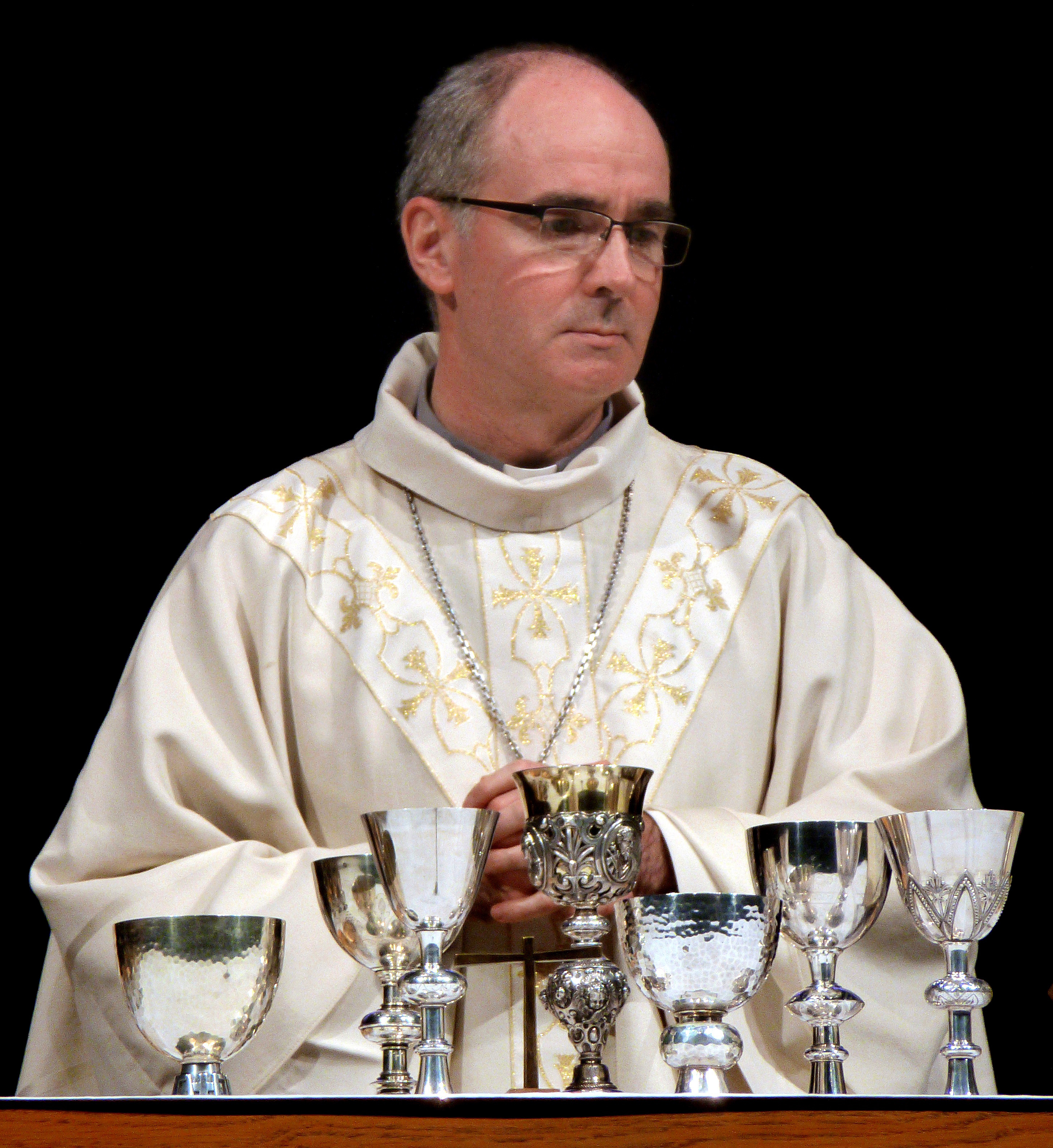
Laurent Percerou – biskup diecezjalny

### Biskup diecezjalny
- bp Laurent Percerou – ordynariusz od 2020

### Biskup senior
- bp Georges Soubrier PSS – biskup diecezjalny w latach 1996–2009, senior od 2009